# Banjar Anyar (Balapulang)
Banjar Anyar is een bestuurslaag in het regentschap Tegal van de provincie Midden-Java, Indonesië. Banjar Anyar telt 7631 inwoners (volkstelling 2010).